# Pregarje
Pregarje – wieś w Słowenii, w gminie Ilirska Bistrica. W 2018 roku liczyła 196 mieszkańców.